# Bojni mlat
Bojni mlat je vrsta orožja za boj iz bližine, ki se je razvil iz bojnega kija.
Bojni mlat je bojni kij, ki ima gibljivo glavo; to se doseže tako, da je glava ločena od telesa kija (palice) z verigo (veriga je lahko dolga do 1.5 m oz. ima le en člen).
S tem se poveča udarna moč kija, ki lahko služi tudi kot ovijalo okoli sovražnikovega trupa, okončin oz. orožja. Zaradi dodane verige se ni bilo treba čisto približati sovražniku; bojne mlate so po navadi imeli pešaki za borbo proti vitezom.
V Evropi se je bojni mlat razvil iz kmečkega cepca.

## Kmečki bojni mlat
V poznem srednjem veku se v številnih umetniških delih kot orožje pojavlja posebna oblika bojnega mlata. Sestoji iz dolge palice z valjastim udarnim koncem, pritrjenim s tečajem. V večini primerov so to bili dvoročni kmečki cepci, ki so jih kmečki naborniki uporabljali kot improvizirano orožje ob vpoklicu v vojsko, ali pa ob kmečkih uporih. V obdobju med letoma 1420–1497 so na primer Husiti uporabljali vojake, oborožene s takim bojnim mlatom.
Na nekatera od teh orožij, so na udarni konec pritrdili kovinske žeblje ali konice. Prikazana so tudi v uporabi oklepljenih vitezov, kar nakazuje, da so bila narejena al vsaj modificirana specifično za uporabo kot orožje. Taki modificirani mlati so bili uporabljeni v Nemški kmečki vojni v zgodnjem 16. stoletju. Številni nemški bojni priročniki, imenovani Fechtbücher, iz 15., 16., in 17. stoletja prikazujeo podobe kako uporabljati in se braniti pred takim bojnim mlatom.

## Vrste bojnih mlatov
- čigiriki
- jutranja zvezda